# Pioussay
Pioussay foi uma comuna francesa na região administrativa da Nova Aquitânia, no departamento de Deux-Sèvres. Estendia-se por uma área de 13,77 km². Em 2010 a comuna tinha 325 habitantes (densidade: 23,6 hab./km²).
Em 1 de janeiro de 2019, passou a formar parte da nova comuna de Valdelaume.